# シルティカイム
シルティカイム または シルティッヒハイム（フランス語: Schiltigheim、アレマン語: Schelige）は、フランス、グラン・テスト地域圏、バ＝ラン県の都市。

## 歴史
コミューンの歴史は9世紀からSciltung城とBothebür教会の周りで成長した定住地にさかのぼる。シルティカイムは、ストラスブールの北、ライン川に向かう最後の丘に根付いていた。ストラスブールから追放されたアデルスホッフェン住民がやってきた14世紀終わりに、コミューンの成長が密接に結びついた。彼らは村の中ほどに集落を築くことになった。
シルティカイムの人口は17世紀までわずかで、1683年にはわずか800人にすぎなかった。1850年代に産業化が進むと急速に人口が増加し、1905年には14,000人に達した。
常に係争地であったアルザスにあるため、シルティカイムは中世から破壊と災難にみまわれてきた。1870年のストラスブール包囲戦ではプロイセン軍に占領され、激しい砲撃を受けた。普仏戦争の敗北後、シルティカイムを含むアルザスは1918年までドイツ帝国領であった。1939年から1945年まで、シルティカイムは再び災禍にあった。住民は1939年9月から1940年夏にかけてオート＝ヴィエンヌ県に避難し、その後アルザスへ帰還した。ナチス・ドイツに併合されたシルティカイムが解放されたのは1944年11月、フィリップ・ルクレール将軍指揮下の自由フランス軍によってであった。

## 経済
シルティカイムは別名シテ・デ・ブラスール（Cité des Brasseurs、ビール醸造所のまち）と呼ばれるほど、多くの醸造所がある。代表的なものにフィッシャー（fr）、シュツンベルジェ（fr）、アデルスフォッフェン（fr）、ハイネケンがある。しかし近年、シルティカイムのビール醸造所は挫折を経験してきた。2000年にアデルスホッフェンが、2006年にシュッツンベルジェがシルティカイムの醸造所を閉じた。フィッシャーはハイネケンに買収されリストラを受けた。

## 公共交通機関
- ストラスブール交通会社トラムB線：ポン・ファリオ - ル・マレ - フューチュラ・グラシェル - リーブ・ド・ラール

## 出身者
- トマ・ヴォクレール